# Landlord

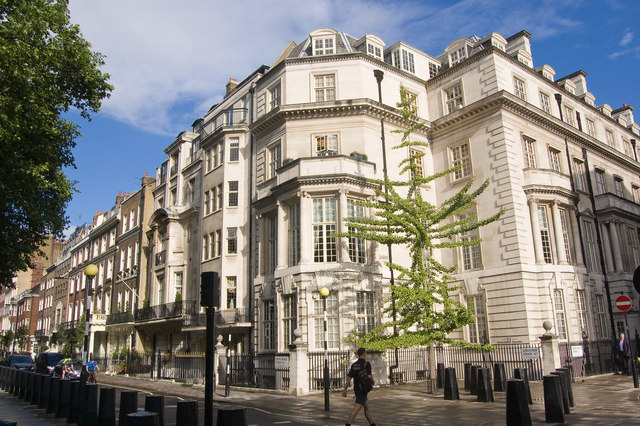
Upper Brook Street à Londres. La famille Grosvenor, arrivée avec Guillaume le Conquérant, possède encore la majeure partie de Mayfair et de Belgravia au centre de Londres, depuis que Sir Thomas s'est marié et a hérité de ce foncier en 1677. Les locataires anglais ont théoriquement un "droit d'acheter" leur logement, mais cette législation est très restrictive.

Au Royaume-Uni et dans d'autres pays anglophones, le landlord (landlady au féminin) est un grand propriétaire terrien et/ou propriétaires de maisons, d'immeubles, d'appartements, d'un condominium ou d'autres types de biens immobiliers qui sont loués ou mis à disposition de particulier ou d'entreprise devenant alors son locataire. Lorsqu'une personne morale est dans cette situation, les termes propriétaire, bailleur (ou tenant ou lessee ou renter pour les anglophones) peuvent être utilisés.
En économie politique et sociale, le mot "Landlord" fait référence au seul propriétaire du foncier (propriétaire du sol, et pas nécessairement des bâtiments) qui bénéficie d'une rente économique en louant ce bien commun privatisé (la terre, le sol, le foncier...).

## Histoire

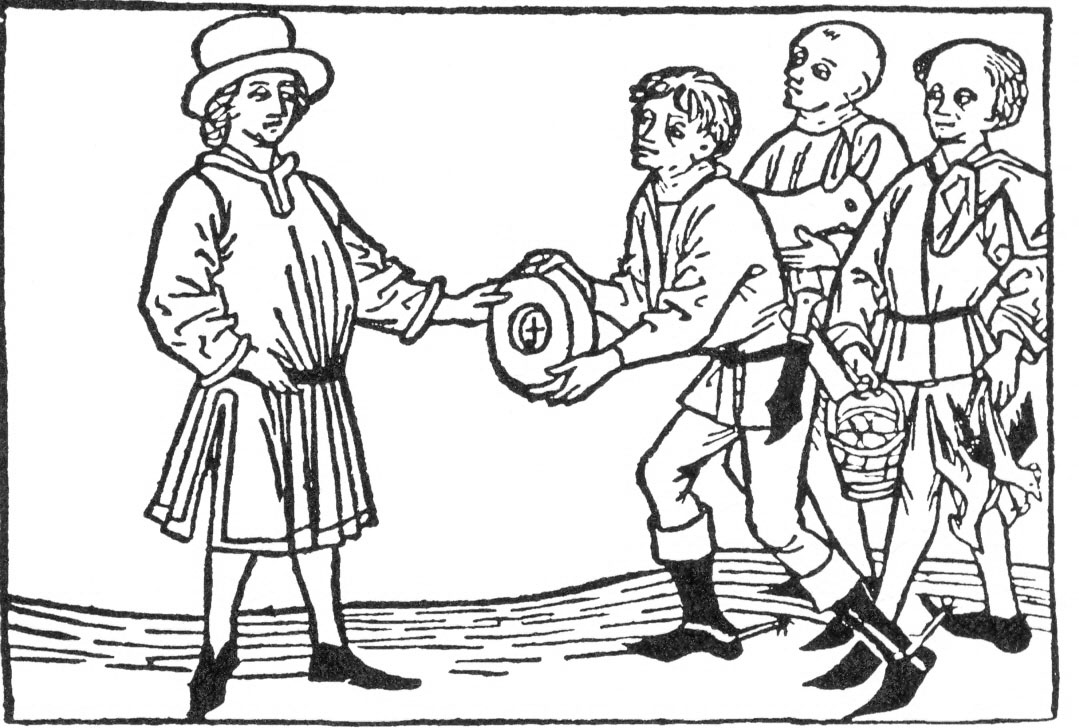
Gravure sur bois médiévale représentant des serfs ou locataires venant payer en nature leurs loyer/taxes au propriétaire terrien

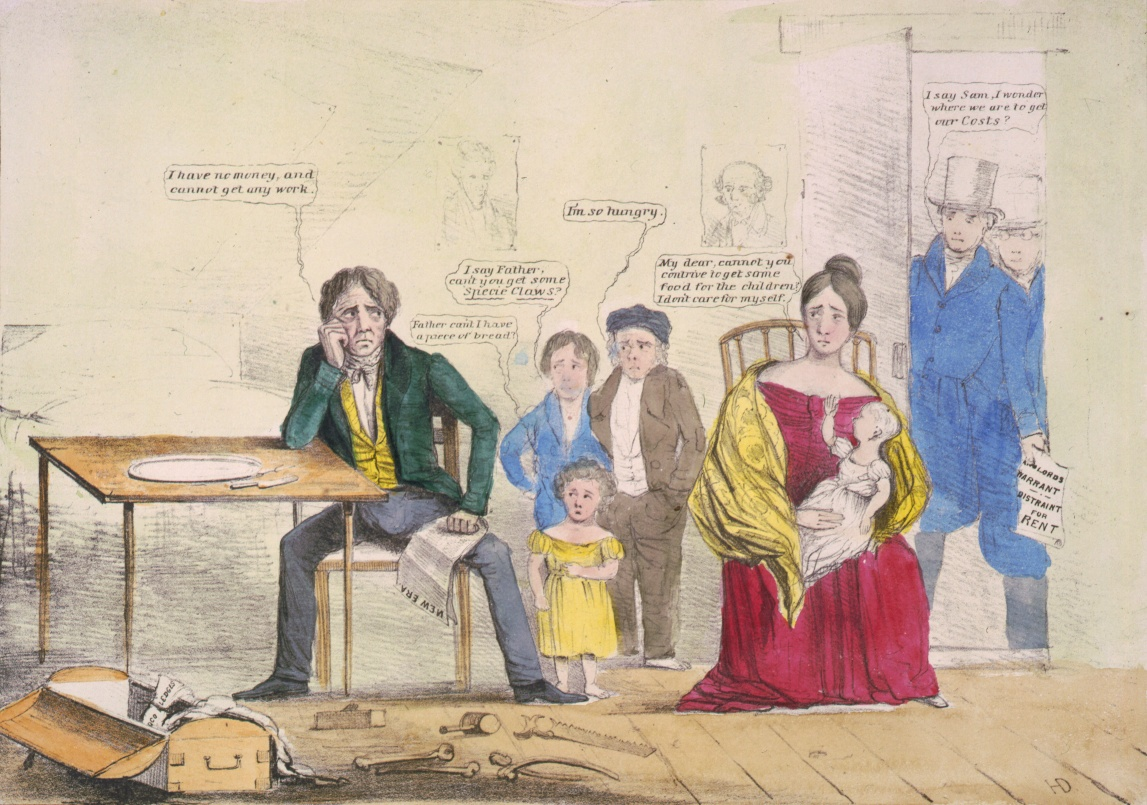
Illustration présentant un père de famille au chômage et n'ayant plus d'argent, lors de la crise spéculative de 1837 dite Panique de 1837 aux États-Unis, confronté à son propriétaire venant réclamer le loyer

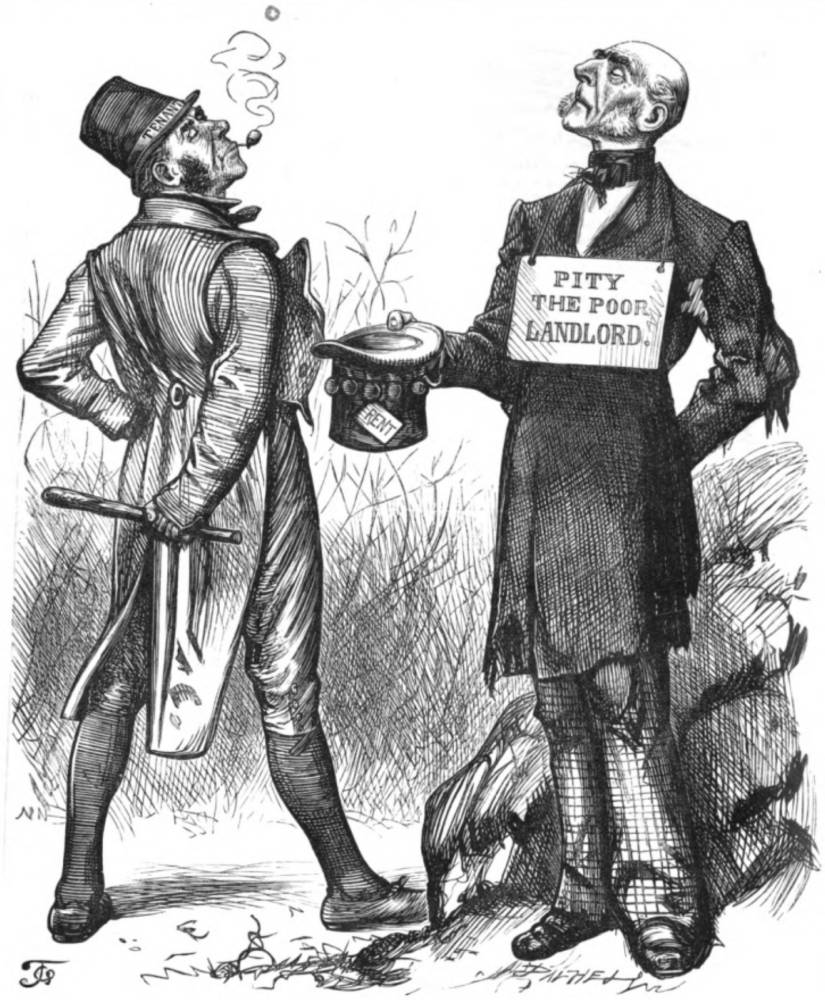
Dessin de John Gordon Thomson (1841-1911), daté du 7 décembre 1880 présentant un propriétaire irlandais mendiant un loyer, face à un locataire représenté comme arrogant et cachant un bâton dans son dos. Le dessin attaque en réalité la Ligue nationale irlandaise pour la terre supposée créer une situation "à l'envers" où le propriétaire deviendrait plus pauvre que son locataire

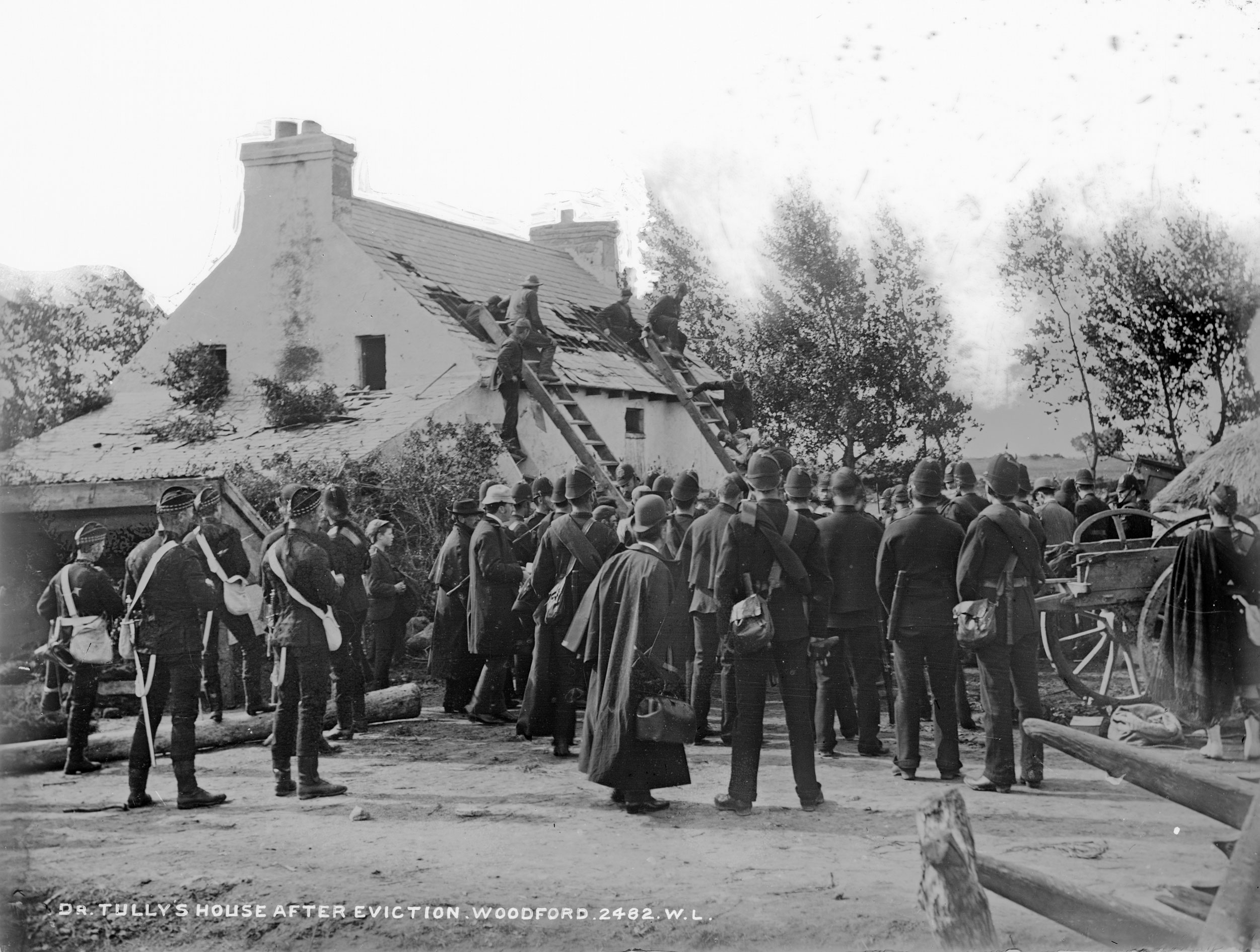
Expulsion par le forces de l'ordre de Francis Tully, agriculteur, constructeur de bateaux, locataire de terres du marquis de Clanricarde à Woodford, et l'un des initiateurs d'un essai de négociation collective des loyers de fermage (après un effondrement des prix des denrées agricoles dans les années 1880).

Le concept anglo-saxon médiéval de landlord est en quelque sorte une poursuite du système des villas et des latifundia (larges fermes paysannes) de l'Empire romainadapté au système féodal du manoralisme (régime seigneurial), où un domaine foncier appartient à un Lord of the Manor (Mesne lords), généralement membre héritier de la petite noblesse intégré dans le rang des chevaliers pour le haut-Moyen Âge, détenant leur fief par sous-inféodation. 
Mais parfois, la terre pouvait être le patrimoine donné par le roi et/ou hérité au cours de générations de la haute noblesse. C'était par exemple le cas des terres de la Couronne appartenant directement à un empereur par exemple dans les villages impériaux du Saint-Empire romain germanique directement soumis à l'empereur.
Dans le Londres de la période géorgienne (fin du XVIIe siècle), John Summerson a décrit le grand promoteur typique de l'époque comme un « noble landlord à la bourse gourmande», en citant deux exemples, le quatrième comte de Southampton et le premier comte de St Albans. 
Mais d'autres auteurs estiment que le remodelage de la propriété foncière à Londres sur les terrains qui ont vu la révolution industrielle émerger a aussi été le fait d'autres spéculateurs ayant profité d'un marché foncier alors fluide en achetant plus de petites parcelles, parfois en collaboration avec les grands propriétaires fonciers mais "le plus souvent sans eux" selon l'historienne Elizabeth McKellar,.
Les petits landlords logeaient souvent leur « domesticité » et « leur famille » dans leurs mêmes maisons, et le coût et confort des chambres de domestiques ou des chambres à louer dans la maison particulière d'autrui peuvent être étudiés par les historiens via les annonces de l'époque (par exemple étudiées dans le journal quotidien Morning Chronicle pour la période 1770 et 1800).
De nos jours, le « landlord » est toute personne, organisme gouvernemental, institution ou entité commercial, fournissant un logement à des personnes qui ne sont pas propriétaires de leur logement. Selon un rapport , la fin du XXe siècle et les deux premières décennies du XXIe siècle ont connu un phénomène de financiarisation du logement et de l'immobilier, que tentent de s'approprier diverses entités bancaires et financières spéculatives dont les banques commerciales, des fonds souverains et des fonds de pension, dans un contexte de "prolifération des paradis fiscaux, de détérioration des régimes fiscaux progressifs et de déréglementation des marchés financiers, ce qui a entraîné une inégalité sociale croissante, notamment dans le monde anglophone où « l’accès à la propriété par l’endettement hypothécaire est la pierre angulaire du "système de logement du Commonwealth" », au détriment des droits de la personne et en particulier de son droit au logement, élément important de la Déclaration universelle des droits de l’homme, repris par de nombreux traités internationaux sur les droits de la personne, ratifiés par la plupart des États qui selon le droit international sont responsables de la mise en œuvre du droit au logement.
Depuis le années 1980, mais surtout depuis le début des années 2000, et en dépit de la crise de 2008, selon un rapport « les réductions d’impôts de l’ère néolibérale ont produit un phénomène qui peut sembler paradoxal à première vue. Alors qu’une richesse croissante accumule dans les paradis fiscaux, prête à être investie, la croissance économique diminue. Par conséquent, les gestionnaires de fonds de capital-investissement ont tendance à investir dans les besoins fondamentaux qui ne peuvent être évités, comme le logement ou la santé. Aini la finance internationale et en particulier des gestionnaires de fonds tels que Blackrock vient concurrencer les landlords traditionnels issus de la noblesse ou de grandes fortunes de l'immobilier » (Gabarre, 2019; Blackstone, 2021).

## Responsabilités du propriétaire et du locataire

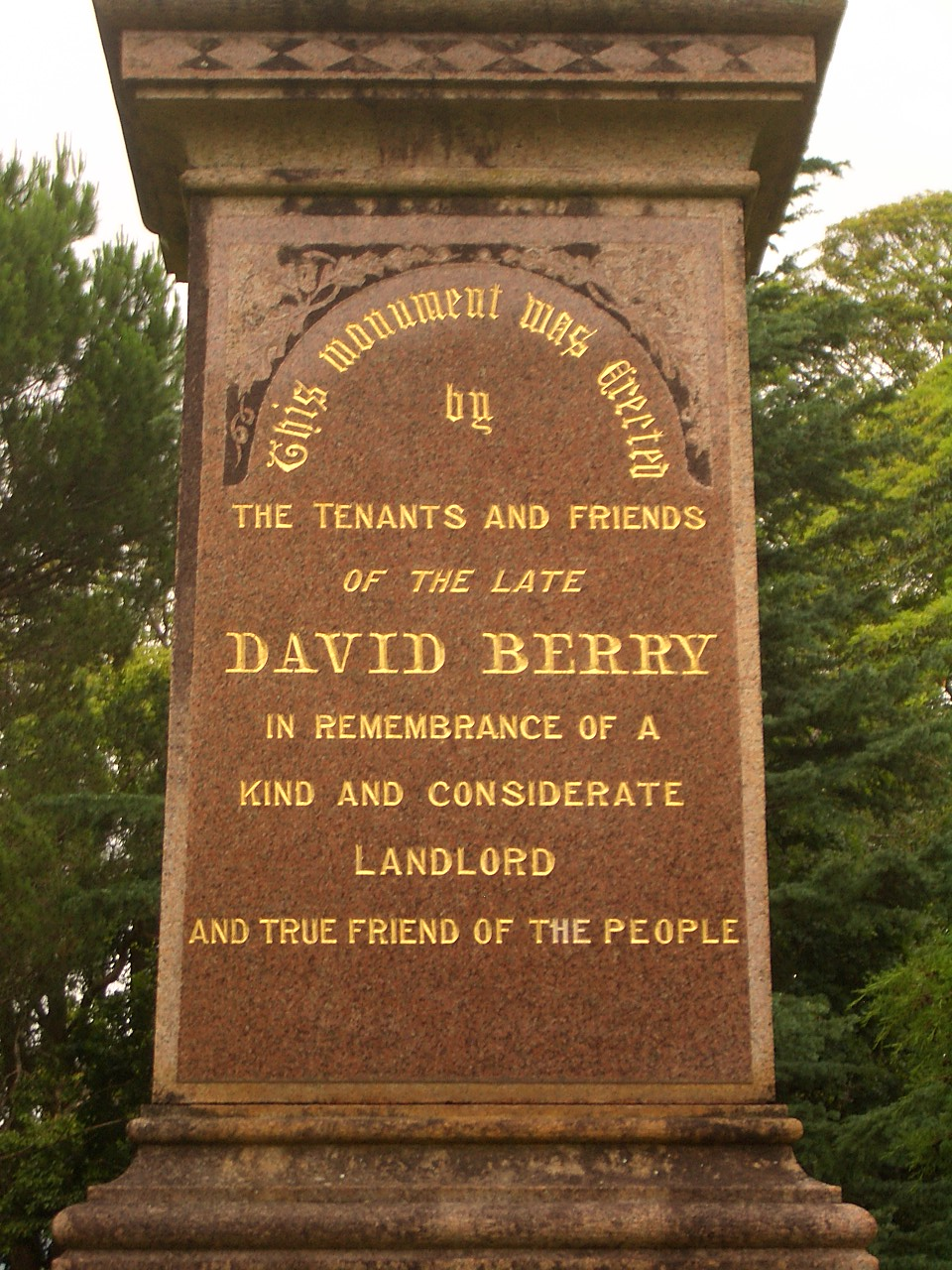
Hommage posthume à David Berry, landlord qui possédait une grande partie de ce qui est maintenant connu comme sa ville homonyme : Berry.

Un contrat de location (rental agreement) ou bail (lease), définit contractuellement pour un certain temps les conditions de locations (prix à payer, pénalités pour retard de paiement, durée du bail et délai de préavis) requis pour que le propriétaire ou le locataire puisse rompre le contrat. 
Les responsabilités sont généralement réparties comme suit : 
- le propriétaire est responsable des réparations et de l'entretien de la propriété ;
- le locataire est responsable de la propreté et de la sécurité de la propriété.

De nombreux propriétaires de dizaines, centaines ou milliers de logements ou surfaces commerciales ou de bureaux déléguent à une société de gestion immobilière la gestion des détails de la location de leurs propriétés à des locataires (annonces de locations, présentation aux locataires potentiels, négociation et préparation des baux écrits ou des accords de licence,, puis, une fois le bien loué, la perception du loyer auprès du locataire et l'exécution des réparations nécessaires.

### États-Unis
Aux États-Unis, les litiges résidentiels entre propriétaires et locataires sont principalement régis par la loi de l'État (et non la loi fédérale) concernant la propriété et les contrats. 
La loi de l'État et, dans certains endroits, la loi de la ville ou la loi du comté, fixe les conditions d'expulsion d'un locataire. 
Il existe théoriquement un nombre limité de raisons pour lesquelles un propriétaire ou une propriétaire peut expulser son locataire avant l'expiration du bail, bien qu'à la fin de la durée du bail, la relation de location puisse généralement être résiliée sans raison particulière.
Certaines villes, comtés et États fixent un loyer maximum qu'un propriétaire peut facturer (contrôle des loyers ou réglementation des loyers, et les expulsions connexes). 
Une garantie implicite d'habitabilité, dit qu'un propriétaire doit maintenir un logement sûr, décent et habitable, répondant aux exigences minimales de sécurité (détecteurs de fumée et une porte verrouillable...). 
Les litiges les plus courants résultent de l'incapacité du propriétaire à fournir des services, et/ou de difficultés à payer le loyer par le locataire - le premier peut également entraîner le second. La retenue de loyer est une cause justifiable d'expulsion, comme souvent expliqué dans le bail .

### Canada
Au Canada, les conflits résidentiels entre propriétaires et locataires sont principalement régis par les lois provinciales (et non fédérales ) concernant la propriété et les contrats.
La loi provinciale établit les conditions d'expulsion d'un locataire. Certaines provinces ont des lois établissant le loyer maximum qu'un propriétaire peut facturer, connu sous le nom de contrôle des loyers ou réglementation des loyers, et les expulsions connexes . Il existe également une garantie implicite d'habitabilité, selon laquelle un propriétaire doit maintenir un logement sûr, décent et habitable, répondant aux exigences minimales de sécurité.

### Royaume-Uni

#### Marché locatif résidentiel (locations)
La location dans le cadre secteur privé est essentiellement régie par de nombreuses lois sur les propriétaires et les locataires, en particulier la Loi de 1985 sur les propriétaires et les locataires, qui établit des normes minimales en matière de droits des locataires contre leurs propriétaires. Une autre loi clé est la Loi de 2004 sur le logement. Les loyers peuvent être augmentés librement au terme d'une durée usuelle de six mois, moyennant un préavis en bonne et due forme donné au locataire. Une ordonnance de possession sous le type le plus courant, la location courte durée assurée (AST) peut généralement être obtenue après huit semaines/deux mois de loyer impayé, et à la discrétion du tribunal après avoir signifié au locataire un avis en vertu de l'article 8 (en vertu de la loi de 1988 sur le logement comme modifié) pour une période moindre pour toutes les locations assurées; et pour d'autres motifs qui reportent la propriété du propriétaire sur le bien. Si la location est une AST, toute ordonnance de possession ne prendra effet qu'après six mois dans la location initiale. Une location de quelqu'un qui a été en occupation depuis avant le 15 janvier 1989 habituellement, si ce n'est une courte durée dès le début après leur entrée en vigueur à partir de 1980, peut être une " location réglementée " avec beaucoup plus de droits, en particulier en vertu de la loi de 1977 sur les loyers et de la protection de la loi de 1977 sur les expulsions, introduite par le troisième ministère Wilson.
La maison à occupation multiple (ou HMO pour House in multiple occupation), c'est-à-dire propriétés résidentielles où des « espaces communs » existent et sont partagés par plus d'un ménage, qui sont souvent d'anciennes maisons unifamiliale subdivisées pour être louées à plusieurs familles, fait dans certaines juridictions l'objet d'une réglementation renforcée et spécifique (ex : Loi de 2004 sur le logement), distinguant les immeubles occupés principalement via un bail emphytéotique de ceux dont la majorité des occupants sont des locataires à court terme. Ceci fait notamment suite à une législation sur la sécurité incendie justifiée par une série de décès annoncés et évitables dans des bâtiments surpeuplés où la sécurité n'était pas garanties par les propriétaires). Une licence délivrée par un conseil est alors généralement nécessaire pour avoir le droit de louer, ou de conditions particulières sont à remplir.

#### Bail résidentiel
Une location de plus de deux ans est normalement appelée bail (lease) ; si elle dure plus de sept ans, un nouveau bail (leasehold estate) doit être enregistré. Ces baux sont régis par quelques-unes des règles citées plus haut et sont, dans des baux plus longs, délibérément plus proches de la pleine propriété que des baux, en général. Ils exigent rarement une rente foncière importante. La loi n'a pas réglementé les lourdes charges de rupture/revente et n'empêche pas non plus la vente de maisons à bail ; dans les années 2010, certaines de ces propositions ont été largement consultées et sont en cours d'élaboration. 
Globalement, la législation permet à ces locataires (tenants) de se regrouper pour obtenir le droit de gérer et le droit d'acheter l'intérêt du propriétaire (pour s'en affranchir collectivement). Elle leur permet de prolonger individuellement leurs baux pour une nouvelle somme moindre («pretium»), qui, si les locataires sont émancipés, ne sera normalement pas exigée ou recommandée tous les 15 à 35 ans. Les exigences et les formulaires d'avis tendent à être stricts. 
Dans les cas plus modestes, le locataire, sur la base d'une simple division mathématique du bâti, peut être en mesure de s'émanciper individuellement. La loi de 1925 implique dans presque tous les baux (baux à loyer modéré et à prime c'est-à-dire avec versement d'une somme initiale importante) de biens immobiliers pouvant être vendus (par le preneur, cédés) ; réduire toute restriction à une restriction par laquelle le propriétaire peut appliquer une norme de vérification «raisonnable», sans causer de retard majeur. C'est ce qu'on appelle souvent la " clause conditionnelle de cession/aliénation " ("statutory qualified covenant on assignment/alienation").
Dans le domaine plutôt en perte d'importance relative du logement social, exceptionnellement, les locataires acquièrent au fil du temps un droit d'Achat (Right to Buy) moyennant une décote fixe sur le prix de marché du logement.

#### Baux commerciaux et locations
En matière de propriété commerciale, la réglementation des litiges et des responsabilités se base en grande partie sur la liberté contractuelle de la Common law, y compris les termes implicites des décisions précédentes d'une jurisprudence étendue telles que la signification de "réparation bonne et substantielle". 
Les principes implicites comprennent la « non-dérogation à l'octroi » ("non-derogation from grant") et la « jouissance tranquille » du bien ("quiet enjoyment"). Toute entreprise locataire doit décider de contracter dans ou hors de la partie II de la loi de 1954 sur les propriétaires et les locataires (Landlord and Tenant Act 1954), qui leur donne une "sécurité d'occupation commerciale". Sinon, la loi s'applique généralement par défaut. 
Cette « sécurité d'occupation » est liée à des conditions pour qu'un propriétaire récupère ses locaux. S'il vend une partie de l'immeuble et qu'un locataire admissible occupe plus de 50 % du bien, ce locataire devrait avoir le droit de premier refus (right of first refusal) au prix demandé pour acheter le bloc. Dans la plupart des juridictions, la législation précise les conditions de location, sous-location et de cession. Le non-payement d'un loyer, contrairement au résidentiel, peut entraîner la reprise de possession directe par le propriétaire ("rentrée pacifique") grâce au droit d'un propriétaire commercial à recourir à l'expulsion ("self-help" eviction).
La saisie des biens d'un locataire par le landlord ou son représentant ou par d'autres est interdite sans mandat délivré par un tribunal.

## Propriétaire de taudis (Slum landlord)
Les locataires pauvres ou autres titulaires pauvres de permis d'habiter situés au bas de l'échelle sociale ou des paiements, sont souvent en difficulté sociale ou économique et alors victimes d'une stigmatisation sociale importante. Faute d'options alternatives, ils deviennent souvent la proie de propriétaires peu scrupuleux (marchands de sommeils...) qui les logent dans un habitat indigne, dangereux, délabré, mal chauffé et dont l'entretien est en outre nul ou négligé.
Ces propriétaires sont souvent désignés par les termes « slumlord », « slum landlord » ou « ghetto landlord » ; ils détiennent souvent un grand nombre de propriétés, et ont souvent un monopole local. 
Des améliorations publiques ou des investissements privés importants peuvent améliorer ces zones. Dans des situations extrêmes, un droit de préemption des autorités locales ou du gouvernement permettent d'éliminer les taudis et de rénover des quartiers entiers, avec souvent cependant ensuite une augmentation des loyers.
Exemples:
- Peter Rachman était un immigré devenu landlord, magnat de l'immobilier et marchand de sommeil qui a opéré à Notting Hill, Londres, dans les années 1950 et jusqu'à sa mort en 1962. Il est devenu notoire pour l'exploitation de ses locataires, avec le mot « Rachmanism » entrant dans le dictionnaire anglais d'Oxford Ses hommes de main comprenaient Michael de Freitas (alias Michael X / Abdul Malik), qui s'est forgé une réputation de leader du black-power, et Johnny Edgecombe, qui est devenu un promoteur du jazz et du blues, ce qui a contribué à le maintenir sous les feux de la rampe[12].

## Critiques du système des landlords

### Stratégies d'éviction
Dans le marché de l'immobilier contemporain, et dans le « marché des saisies », des stratégies organisées à grande échelle d'expulsions de ménages ou personnes à faible revenu et/ou en difficulté (malades, ayant perdu leur emploi, handicapées, mauvais payeurs ou supposés comme tels) ont récemment attiré l'attention, y compris dans le cas de portefeuilles immobilier constitués de taudis. 
Ces expulsions touchent des millions de ménages dans le monde et accroissent l'insécurité du logement, en entretenant ou aggravant la pauvreté et la ghettoïsation. Il s'agit souvent de quartiers résidentiels unifamiliaux de grandes villes. 
Les spéculateurs et fonds de pension exploitent informatiquement les données des ventes aux enchères de saisies fiscales et des dépôts d'expulsion de 2005 à 2017 pour acquérir des logements avant même que les gens normaux n'aient eu le temps de les visiter ou de participer aux enchères. Ils les réhabilitent plus ou moins bien et les louent avec des loyers souvent fortement augmentés, et à des conditions peu favorables aux futur locataires. 
Eric Seymour et Joshua Akers parlent à ce propos d'une "construction contemporaine d'économies d'expulsion" en plein développement dans les villes (Detroit par exemple) ou quartiers en difficulté (par exemple à la suite d'une crise sectorielle ou pandémique),. Cette situation contribue souvent à une gentrification du quartier, au détriment de ses habitants les plus pauvres, également.

## Landlords durant la pandémie de covid-19
Plusieurs études ont montré qu'en 2020 dans certains pays (États-Unis notamment) les landlords ont encore accru leur emprise sur le secteur immobilier. 
Les gestionnaires travaillant pour des actionnaires de fonds spéculatifs immobiliser et pour de très grands propriétaires ont utilisé des algorithmes pour trier leurs locataires en fonction de leur profil (au détriment des populations noires et latino). Ils ont aussi profité des difficultés des populations pauvres les plus impactées par la pandémie de COVID-19 pour expulser leurs locataires pauvres, ce qui a pu contribuer à aggraver la diffusion du virus et les effets de la pandémie. 15 % seulement des propriétaires ont déclaré avoir accordé des prolongations de location à au moins un de leurs locataires avant la pandémie. Un impact disproportionné de la pandémie a été constaté sur les locataires et le parc de logements, au détriment des "communautés de couleur". 

## Investissement locatif et assiette

### Incitations et désincitations
L'incitation, dans le domaine privé, vise rarement à développer le logement social, mais plutôt à permettre aux propriétaires d'obtenir un bon rendement locatif (retour sur investissement annuel) dans la perspective d'inflation des prix de l'immobilier. 
Des facteurs dissuasifs sont les devoirs localement variables des propriétaires en matière de réparation/entretien et d'administration — et les risques de litiges, dommages, négligence, perte de loyer, litiges avec l'assurance, crise économique notamment liée aux bulles immobilières…). 
Le revenu net (rendement) et la croissance du capital provenant de la location (renting out), en particulier dans l'achat à effet de levier, sont soumis à un risque idiosyncratique, qui est considéré comme objectivement intensifié pour un investisseur à fort effet de levier limité à un petit nombre de logements au profil similaire, d'une offre locative étroite dans une région manquant de résilience économique.

### Bases
Les biens locatifs peuvent être payés par le locataire sur n'importe quelle base convenue avec le propriétaire ; avec en théorie un payement plus fréquemment qu'une fois par semaine à moins qu'une fois par an ; selon le contrat de location (de préférence écrit et signé par les deux parties).

### Caution pour le loyer et frais supplémentaires
Un propriétaire ou son agent peuvent décider de percevoir une caution (dépôt de garantie) et/ou dans certaines juridictions telles que certaines parties des États-Unis, des frais d'emménagement/d'administration. 
Dans le marché de la location, ces frais peuvent avoir un effet dissuasif s'ils sont élevés et relativement attractif s'ils sont faibles ; ils sont parfois débattus dans les négociations dans la phase de prélocation. 
Dans certaines juridictions, l'un ou l'autre ou les deux sont interdits au sens original au profit d'une assurance obligatoire de perte de loyer/dommages tous risques du propriétaire incluse dans le loyer convenu et/ou dans un type spécial de caution, une somme d'argent réglementée à titre de caution (dépôt de garantie protégé) du locataire détenue par un tiers enregistré (comme certains agents immobiliers) peuvent être autorisés. 
La caution est normalement cadrée par la réglementation, et il permet de compenser des arriérés de loyer, des dommages au bâti ou les défauts de nettoyage/réparation par le locataire.

## Cas particulier des avitailleurs agréé (Licensed victualler)
Au Royaume-Uni, le propriétaire et / ou le gérant d'un pub (maison publique) est généralement appelé "landlord/landlady" ou " publicain " (appellation évoquant l'entrepreneur public romain ou l'agriculteur fiscal). 
Dans des situations plus formelles, le terme utilisé est avitailleurs agréé ou simplement "licencié" ("licensee").
Le Licensed Trade Charity a été créé en 2004 par la fusion de la Society of Licensed Victuallers et des Licensed Victualler's National Homes pour répondre aux besoins de retraite des propriétaires de pubs britanniques. 
Cet organisme de bienfaisance gère aussi trois écoles privées à Ascot et Reading dans le Berkshire et Sayers Common dans le Sussex. En plus d'avoir des étudiants normaux qui paient le plein tarif, l'école Licensed Victuallers 'School d'Ascot propose des tarifs réduits pour les enfants des propriétaires et d'autres acteurs de l'industrie de la restauration.

## Associations de propriétaires
Il existe d'importantes associations de propriétaires dans les pays anglo-saxons (et ailleurs), qui défendent leurs membres  via des moyens de soutien mutuel, et en faisant pression sur les autorités compétentes et le parlement en ce qui concerne les détails et la mise en œuvre de la législation sur la location résidentielle et commerciale.

### Australie
De nombreuses associations de propriétaires existent en Australie : des associations de grands propriétaires fonciers, urbains notamment - des propriétaires de grands immeubles et de très grands ensembles résidentiels (ex : Property Council of Australia).
- Association des propriétaires d'Australie (POAA) [22]
- Association des propriétaires de Victoria (POAVIC) [20]
- POAQ - Association des propriétaires fonciers du Queensland [23]
- Association des propriétaires de NSW [24]
- Association des propriétaires fonciers d'Australie occidentale [25]
- Association des propriétaires d'Australie du Sud [26]

### Royaume-Uni
La National Residential Landlords Association (NRLA) est désormais issue de la fusion des deux organisations suivantes au 31/3/2020 :
- Association des propriétaires résidentiels (RLA) [28]
- Association nationale des propriétaires (NLA) [29]